# Theria
I teri (Theria, dal greco θηρίον = bestia), o Placentati, sono una sottoclasse di mammiferi comprendente l'infraclasse dei Marsupiali (Metatheria) e degli Euplacentati (Eutheria), ossia la quasi totalità delle specie di mammiferi esistenti.

## Caratteristiche
Sono animali vivipari dotati di una placenta che nutre l'embrione, almeno nei primi stadi del suo sviluppo. Differiscono dai Prototerii, i mammiferi ovipari attualmente rappresentati dall'ornitorinco e dalle echidne, anche per la presenza di capezzoli atti all'allattamento della prole e per l'assenza di una cloaca, dato che la via uro-genitale e quella digerente sboccano in due distinte aperture.
Altre sinapomorfie si riscontrano nel cinto pettorale, dove manca l'osso coracoide, che è ridotto a un processo della scapola.

## Sistematica
|  | Ameridelphia    |
|  |                 |
|  | Australidelphia |
|  |                 |

|  | Euarchontoglires |
|  |                  |
|  | Laurasiatheria   |
|  |                  |

|  | Xenarthra        |
|  |                  |
|  | Afrotheria       |
|  |                  |
|  | Meridiungulata † |
|  |                  |

|  | Euarchontoglires |
|  |                  |
|  | Laurasiatheria   |
|  |                  |

|  | Xenarthra        |
|  |                  |
|  | Afrotheria       |
|  |                  |
|  | Meridiungulata † |
|  |                  |

|  | Ameridelphia    |
|  |                 |
|  | Australidelphia |
|  |                 |

|  | Euarchontoglires |
|  |                  |
|  | Laurasiatheria   |
|  |                  |

|  | Xenarthra        |
|  |                  |
|  | Afrotheria       |
|  |                  |
|  | Meridiungulata † |
|  |                  |

|  | Euarchontoglires |
|  |                  |
|  | Laurasiatheria   |
|  |                  |

|  | Xenarthra        |
|  |                  |
|  | Afrotheria       |
|  |                  |
|  | Meridiungulata † |
|  |                  |

Sottoclasse Theria
- Infraclasse Metatheria (o Marsupialia) 
  - Superordine Ameridelphia
    - Ordine Didelphimorphia
    - Ordine Paucituberculata

  - Superordine Australidelphia
    - Ordine Microbiotheria
    - Ordine Dasyuromorphia
    - Ordine Peramelemorphia
    - Ordine Notoryctemorphia
    - Ordine Diprotodontia
- Infraclasse Eutheria
  - Superordine Afrotheria
    - Ordine Afrosoricida
    - Ordine Hyracoidea
    - Ordine Tubulidentata
    - Ordine Macroscelidea
    - Ordine Proboscidea
    - Ordine Sirenia

  - Superordine Euarchontoglires
    - Ordine Rodentia
    - Ordine Lagomorpha
    - Ordine Scandentia
    - Ordine Dermoptera
    - Ordine Primates

  - Superordine Laurasiatheria
    - Ordine Erinaceomorpha
    - Ordine Soricomorpha
    - Ordine Artiodactyla
    - Ordine Cetacea
    - Ordine Carnivora
    - Ordine Chiroptera
    - Ordine Perissodactyla
    - Ordine Pholidota

  - Superordine Xenarthra
    - Ordine Cingulata
    - Ordine Pilosa

## Classificazione Luo et al. (2002)
Classe Mammalia
- Sottoclasse Theriiformes
  - Infraclasse Holotheria
    - Legione Cladotheria
      - Sottolegione Zatheria
        - Infralegione Tribosphenida
          - Supercoorte Theria
            - Coorte Marsupialia
            - Coorte Placentalia